# Сесар Мендоса
Сесар Мендоса (фр. César Mendoza, 11 вересня 1918 — 13 вересня 1996) — французький вершник.
Срібний призер Олімпійських Ігор 1952 року в командному конкурі.
Переможець Панамериканських ігор 1951 (командний конкур), 1959 (командна виїздка) років, бронзовий призер 1959 року в індивідуальній виїздці.